# Galactia megalophylla
Galactia megalophylla là một loài thực vật có hoa trong họ Đậu. Loài này được (F.Muell.) J.H.Willis miêu tả khoa học đầu tiên.